# ななつ星 in 九州
ななつ星 in 九州（ななつぼし イン きゅうしゅう、SEVEN STARS IN KYUSHU）は、九州旅客鉄道（JR九州）が運行する周遊型臨時寝台列車（クルーズトレイン）である。

## 概要

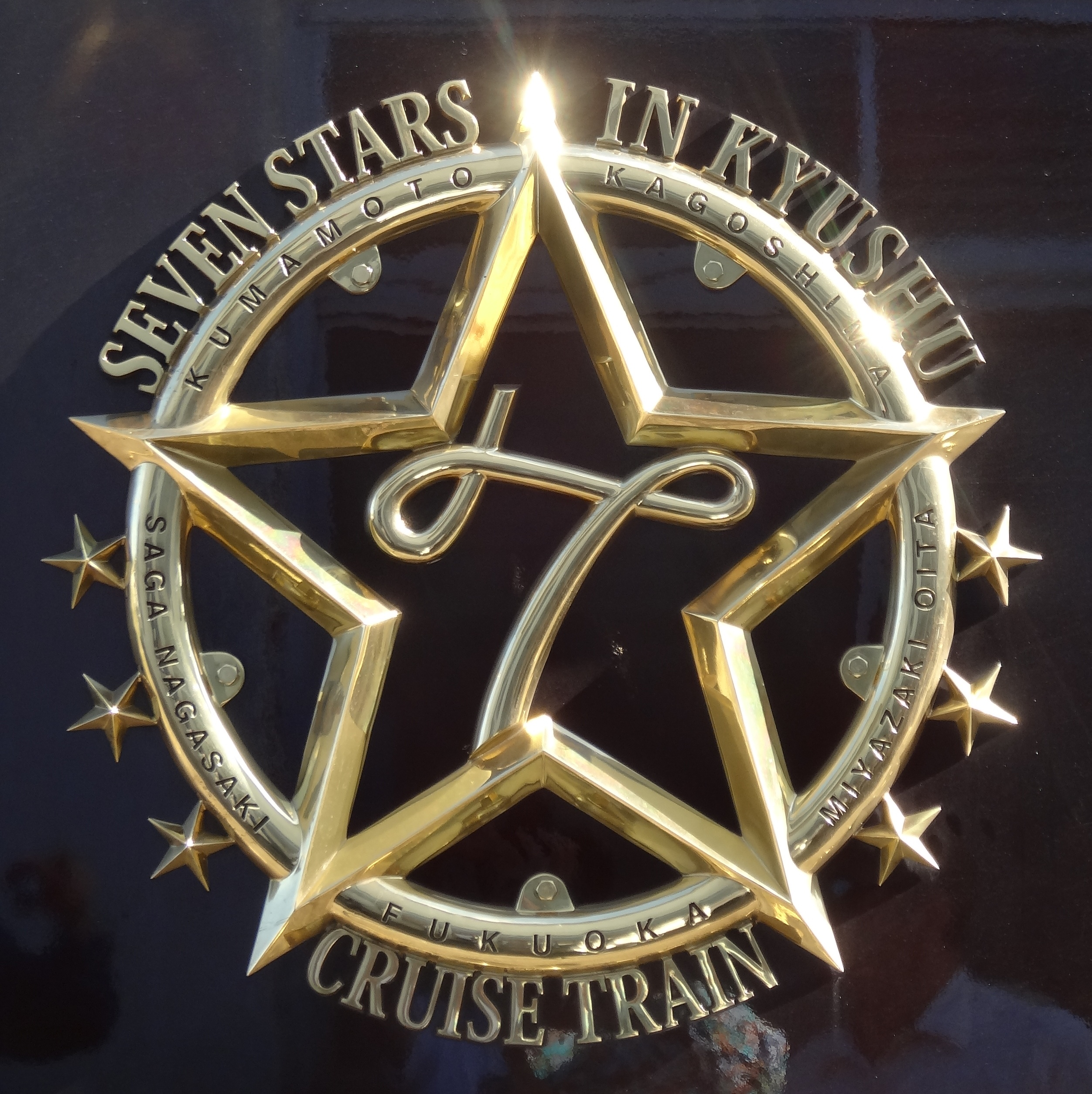
「ななつ星in九州」のエンブレム
（隼人駅 2013年10月）

九州各地を巡り、自然・食・温泉・歴史等を楽しむことを目的とした観光寝台列車である。2013年10月15日に運行を開始した。
列車名は、九州の7つの県（福岡県・佐賀県・長崎県・熊本県・大分県・宮崎県・鹿児島県）と、九州の主な7つの観光素材（自然・食・温泉・歴史文化・パワースポット・人情・列車）、さらに7両編成の客車を表現したものである。
JR九州では本車両を「大人の空間」と位置づけているため、ツアー参加者は中学生以上に限定されている。車内の共用スペースでのドレスコードは「スマートカジュアル」と定められ、ジーンズやサンダルは禁止である。車内は全面禁煙で、寝台個室にテレビは設置されていない。
2017年春時点で申し込み倍率は約22倍、最多リピーターは5回。
2014年にブルネル賞を、2016年に第1回日本サービス大賞内閣総理大臣賞を受賞。2021年にはアメリカの旅行誌「コンデナスト・トラベラー」が実施した「コンデナスト・トラベラー リーダーズ・チョイス・アワード 2021」のトレイン部門第1位を獲得した。2022年と2023年にも1位となり、3年連続の世界一受賞となった。

## 沿革
この計画は以前からJR九州のデザイン顧問である水戸岡鋭治が構想を練っていたもので、列車名などの公式発表以前は仮称として「クルーズトレイン」などと呼ばれていた。なお、当初水戸岡は近未来風のデザインを提案していたが、JR九州社長の唐池恒二の「未来的なデザインはすぐ古びるし、豪華さを出すのが難しい」という判断を受けて、修正したという。
- 2011年（平成23年）
  - 1月30日：JR九州から構想が発表される[14]。
  - 5月28日：JR九州から列車名や詳細が発表される[2]。
- 2012年（平成24年）
  - 10月1日 - 31日：第1期（2013年10月から12月の出発分）の予約受付。定員の7倍以上の応募があったため抽選となった[17]。2013年10月 - 12月出発分の平均倍率は7.27倍だった[18]。
- 2013年（平成25年）
  - 4月2日：博多駅の専用ラウンジ「金星」での旅行相談および対面販売開始[19]。
  - 7月2日：牽引機DF200-7000が製造元の川崎重工業兵庫工場から黒いラッピングによるカバーがされた状態で大分へ向けて甲種輸送される[20]。
  - 7月18日：客車77系のうち、日立製作所（笠戸事業所）担当の客車4両（4 - 7号車）が黒いラッピングを施した状態で小倉へと甲種輸送される[21]。
  - 8月15日：客車77系の小倉総合車両センターで製造された客車3両（1 - 3号車）を含む全社のJR九州管内での本線試運転開始。
  - 9月13日：機関車と客車がラッピングを解いた状態で報道陣に公開される[22]。
  - 10月15日：運行開始[2][3]。
- 2014年（平成26年）10月31日：ブルネル賞を受賞[7]。
- 2015年（平成27年）
  - 9月10日：肥薩おれんじ鉄道と2016年春より3泊4日コースの3日目において肥薩おれんじ鉄道線を経由するルートとすることを合意[23][24][25]。
- 2016年（平成28年）
  - 4月6日：当日博多駅発の運行より肥薩おれんじ鉄道線への乗り入れを開始[23][24][25]。
  - 4月14日：当日発生した熊本地震の前震により運行中の列車は肥後二見駅で運転を打ち切り、同年4月16日以降のコースを運休。
  - 5月7日：当日の出発分より運転を再開[26][27]。豊肥本線不通のため1泊2日、3泊4日コースともにコースを大幅に変更[28][29]。
  - 6月13日：第1回日本サービス大賞において、内閣総理大臣賞を受賞[8][9]。
- 2017年（平成29年）
  - 8月22日：運行開始以来、初めての長期メンテナンスを含む定期検査を終了し、運転再開[30]。また、検査期間中に発生した、平成29年7月九州北部豪雨による久大本線不通のため、1泊2日・3泊4日両コースともに久大本線・豊肥本線を経由しないルートに変更[31]。このルート変更により、予定より約半年早く小倉回りルート・肥薩線昼間走行を実施するとともに[32]、肥薩おれんじ鉄道経由を終了。
  - 9月19日：平成29年台風第18号による影響による日豊本線不通に伴い、この日の運転において3泊4日コースにルート変更が発生[33]。
  - 12月19日：日豊本線復旧に伴い、この日の出発分において3泊4日コースを同年8月22日からのコースに戻して運転再開。
- 2018年（平成30年）3月27日：3泊4日ルートの変更。小倉回りルート・肥薩線昼間走行ルートが正式ルートとなった。熊本地震発生後、初めて阿蘇駅への乗り入れを実施したほか、平成29年九州北部豪雨発生以来、初めて由布院への乗り入れを再開した。（どちらも大分経由）これに伴い、隼人駅周辺での旅館泊を由布院駅周辺に変更した。
- 2019年（平成31年・令和元年）
  - 4月12日：当列車関連商品の通販サイト「ななつ星 Gallery」において、クレジットカードを含む情報漏洩が発覚。また、当列車内でのクレジットカード使用については別システムであるために対象外である[34]。また、インターネット予約についても「2019年秋～冬コース（2019年10月～2020年2月出発分）」は中止し郵送対応となっている[35][36]。
  - 8月21日 - 25日：ななつ星専用機関車であるDF200-7000が久大本線内で故障し、代走としてDE10形機関車による重連運転（機関車2両による牽引）が行われた[37]。
- 2020年（令和2年）
  - 3月3日：当出発分よりウイルスによる感染症 (COVID-19) の流行により運休[38]。
  - 8月15日：当出発分より令和2年7月豪雨の影響で一部ルートを変更して運転再開[39]。
  - 10月：運行開始"7"周年を記念した特別コースを運行
- 2021年（令和3年）
  - 11月5日：当出発分より4年ぶりに再び肥薩おれんじ鉄道線への乗り入れを再開。

## 運転区間
3泊4日コースと1泊2日コースをそれぞれ週に1回ずつ運行し、半年ごとにコースが変更される。1人あたりの価格（運行開始当初）は1泊2日で15万円 - 40万円（車中泊）、3泊4日で38万円 - 95万円（車中2泊・旅館1泊）で、関東・関西など国内観光客やアジアの富裕層の利用を見込んでいる。2024年春・夏コースでは1泊2日で1人65万円 - 90万円（2名1室利用の場合）、3泊4日で1人125万円 - 170万円（同）となっている。
これらは旅行商品（パッケージツアー）として販売されるため、本列車は団体専用列車の扱いとなる。発売窓口はJR九州のクルーズトレイン専用窓口と主要旅行会社、博多駅3階のJR博多シティ改札口外に設けられる専用ラウンジ「金星」でも旅行相談および対面販売も行われる。申し込む際には参加者全員の氏名を登録する必要があり、名義を変更する場合には手数料として1万円が必要である。転売防止のため、2名とも変更することはできない。
なお、機関車や客車の検査により長期運休となる場合がある。
3泊4日コース（2018年3月変更）
- 1日目： 博多駅 →（鹿児島本線経由）→ 門司港駅 →（日豊本線経由）→ 柳ヶ浦駅 → 杵築駅 → 別府駅 →（大分・豊肥本線経由、車内泊）
- 2日目：（車内泊） → 阿蘇駅 → 豊後竹田駅 → 大分駅 → 由布院駅（由布院駅からバスで旅館へ）
- 3日目：（旅館から別府駅までバスで移動）別府駅 → （大分経由） → 門川駅  → 宮崎駅 → （日豊本線経由） → 鹿児島駅 → 鹿児島中央駅（車中泊）
- 4日目：（車内泊）鹿児島中央駅 →（日豊本線・肥薩線経由）→ 大畑駅 → 人吉駅 →（鹿児島本線・大牟田経由）→ 博多駅

熊本地震や平成29年九州北部豪雨以来、乗り入れを休止していた阿蘇・由布院を小倉・大分経由で乗り入れを再開したダイヤとなった。運行開始以来、隼人駅周辺で行われていた旅館泊を、初めて変更した。
1泊2日コース（2015年3月変更、2018年3月現在）
- 1日目： 博多駅 → 有田駅 → 佐世保駅 →（大村線・長与経由）→ 長崎駅 →（市布・鹿児島本線・熊本経由。車内泊）
- 2日目：（車内泊）→ 八代駅 →（熊本経由）→ 玉名駅 → 博多駅

現在は後述の「熊本地震による緊急ルート変更」・「平成29年九州北部豪雨による緊急ルート変更」のため、一部変更されて運転されている。

### 過去のルート
運行開始時の3泊4日コース
- 1日目： 博多駅 →（久大本線経由）→ 由布院駅 → 庄内駅 → 由布院駅 → 庄内駅 → 由布院駅 → 庄内駅 → 由布院駅 →（大分経由。車内泊）
- 2日目：（車内泊）→ 都城駅 →隼人駅（隼人駅からバスで旅館へ）

- 3日目：（旅館泊。隼人駅までバスで移動）隼人駅 → 鹿児島中央駅 → （バスで鹿児島駅へ） → 鹿児島駅 → （肥薩線・熊本経由。車内泊）
- 4日目：（車内泊）→ 阿蘇駅 →（大分・由布院経由）→ 博多駅

運行開始時の1泊2日コース
- 1日目： 博多駅 →（鹿児島本線・長与経由）→ 長崎駅 →（長与経由）→ 諫早駅 → （現川経由）→ 長崎駅 →（長与・大村線・佐世保線・鹿児島本線・熊本経由。車内泊）
- 2日目：（車内泊）→ 阿蘇駅 →（大分経由）→ 由布院駅 → 博多駅

2014年3月変更・3泊4日コース
- 2日目：（車内泊）→ 美々津駅 → 宮崎駅 → 隼人駅（隼人駅からバスで旅館へ）

1泊2日コース（2015年3月変更)
- 1日目： 博多駅 → 有田駅 → 佐世保駅 →（大村線・長与経由）→ 長崎駅 →（市布・鹿児島本線・熊本経由。車内泊）
- 2日目：（車内泊）→ 阿蘇駅 →（大分経由）→ 由布院駅 → 博多駅

2016年4月変更・3泊4日コース（*は肥薩おれんじ鉄道線）
- 1日目： 博多駅 →（久大本線経由）→ 由布院駅 →（大分経由、車内泊）
- 2日目：（車内泊）→ 美々津駅 → 宮崎駅 → 隼人駅（隼人駅からバスで旅館へ）
- 3日目：（旅館泊、隼人駅までバスで移動）隼人駅 →（鹿児島中央経由）→ 川内駅* → 薩摩高城駅* → 水俣駅* → 八代駅* →（熊本経由、車内泊）
- 4日目：（車内泊）→ 阿蘇駅 →（大分・由布院経由）→ 博多駅 肥薩おれんじ鉄道を経由せず肥薩線経由だった3泊4日コースで編成が逆向きとなるため、次の3泊4日コースまでの日曜日の夜から火曜日の朝にかけて鹿児島本線・日豊本線・久大本線を走行し列車の向きを戻していた。現在は解消。

#### 過去の緊急ルート変更
熊本地震による緊急ルート変更（2016年5月7日以降）
1泊2日コースの1日目、3泊4日コースの1日目および2日目は変更はない。本項では変更後のコースのみ示す。
- 1泊2日コース・2日目：（車内泊）鳥栖駅 →（久大本線経由）→ 由布院駅 →（由布院散策）→ 由布院駅 → 博多駅
- 3泊4日コース・3日目：（旅館泊。隼人駅までバスで移動）隼人駅 → 鹿児島中央駅 →（2つのプランから選択して散策）→ 鹿児島中央駅（車内泊）
- 3泊4日コース・4日目：（車内泊）→ 川内駅* → 牛ノ浜駅* → 水俣駅* → 八代駅* → 有佐駅 → 大牟田駅 →（バスで柳川観光）→ 羽犬塚駅 → 博多駅
  - 2016年8月2日 - 同年9月27日出発分の3泊4日コース・4日目：（車内泊）→ 川内駅* → 牛ノ浜駅* → 水俣駅* → 八代駅* → 有佐駅 →（バス移動・天草観光シークルーズ乗船（三角港-松島））→ 三角駅（特急「A列車で行こう」乗車）→ 宇土駅 → 博多駅[47][48]

平成29年7月九州北部豪雨による緊急ルート変更（2017年8月22日以降）
1泊2日コースの1日目および、3泊4日ルートの2日目に変更はない。本項では変更後のコースのみ示す。
久大本線・豊肥本線の不通に伴い、平成30年春を目安に予定していた新ルートの一部である「門司港・宇佐経由」および「肥薩線の昼間走行」を約半年早めて迂回ルートとして設定した。（新ルートのうち、2日目のみ従来ルートを踏襲）
- 1泊2日コース・2日目：（車内泊）鳥栖駅 →（鹿児島本線経由）→ 八代駅 →（鹿児島本線経由）→玉名駅→ 博多駅
  - 玉名駅にて「山鹿立ち寄りプラン」を設定する。
- 3泊4日コース・1日目：博多駅→（鹿児島本線経由）→門司港駅→（日豊本線経由）→柳ヶ浦駅→杵築駅→別府駅（車中で夕食）→大分駅（車内泊）
  - 柳ヶ浦駅にて「宇佐立ち寄りプラン」を設定し、杵築駅で合流。
  - このルート変更に伴い、鹿児島本線の門司港駅 - 博多駅間、日豊本線の小倉駅 - 大分駅間で初めて乗り入れを行う（従来、回送列車として走行していた区間）
- 3泊4日コース・3日目：（旅館泊。隼人駅までバスで移動）隼人駅 → 鹿児島中央駅 →（2つのプランから選択して散策・爾後、仙厳園にて夕食）→ 鹿児島中央駅（車内泊）
- 3泊4日コース・4日目：（車内泊）→ 隼人駅 →（肥薩線・鹿児島本線経由）・（車中で昼食） → 博多駅
  - 来年度新ルートで実施予定の「門司港駅散策プラン」は実施されていない。

平成29年台風18号による緊急ルート変更（2017年9月19日以降)
3泊4日ルート全日程において変更が実施されていた。そのためこの項では全日程を記載する。
久大本線・豊肥本線・日豊本線の不通に伴い、9月19日出発の「ななつ星in九州」の3泊4日コースより変更が実施されている。うち、2日目の途中までは1泊2日コースを踏襲した形となっている。
- 1日目： 博多駅 → 武雄温泉駅 → 有田駅 →（大村線・長与経由）→ 長崎駅 →（市布・鹿児島本線・熊本経由。車内泊）
- 2日目：（車内泊）鳥栖駅 →（鹿児島本線経由）→ 八代駅 →（肥薩線経由）→ 隼人駅（隼人駅からバスで旅館へ）
- 3日目：（旅館泊。隼人駅までバスで移動）隼人駅 → 鹿児島中央駅 →（2つのプランから選択して散策・爾後、仙厳園にて夕食）→ 鹿児島中央駅→（肥薩線経由・車内泊）
- 4日目：（車内泊）→八代駅→（鹿児島本線経由）→大牟田駅→羽犬塚駅→博多駅

その後、日豊本線の運転再開に伴い、2017年12月19日以降は前述の「平成29年7月九州北部豪雨による緊急ルート変更」のルートに戻して運転している。

## 使用車両
専用のディーゼル機関車1両と、客車7両で運転されている。機関車・客車ともにすべて大分鉄道事業部大分車両センターに所属している。

### 機関車
最大33‰での連続勾配における起動や列車密度の高い線区での加速性能を考慮し、日本貨物鉄道（JR貨物）が開発した電気式ディーゼル機関車であるDF200形が導入された。
車号はDF200-7000とされ、連結器は77系客車と同様に密着自動連結器（密自連）を採用しているが、並形自動連結器（並自連）と連結する際には連結器の動きを、上下左右から左右のみの動きに切替えるための切替レバーが装備されている。
なお、回送やプッシュプル運転時（運行開始時は、長崎 - 長与間、有田 - 佐世保間、由布院 - 庄内間）の際にはDE10形がDF200形を含む編成ごと牽引する。また、DF200形は予備車が無いため、機関車故障の際は代走としてDE10形2両による重連運転が行われたことがある。

### 客車
専用の77系客車が使用される。寝台車5両とダイニングカー、ラウンジカーで構成された7両一編成で、製造はJR九州小倉総合車両センターが1 - 3号車を、日立製作所笠戸事業所が4 - 7号車をそれぞれ担当した。小倉総合車両センター担当車の車体構体は日立製作所で製造された。同社が日本国内向けに客車を製造するのは昭和38年以来半世紀ぶりのことである。
寝台個室はスイート12室、DXスイート2室の計14室で、定員は28名である。客車の形式には旧一等寝台車を示す「イネ」の記号が1955年に廃止されて以来58年ぶりに使用されている。
車両形式番号表記は国鉄70系客車を踏襲したものとしたが、77系客車という別系列として区分した上で、SL人吉の50系客車700番台の番台を含めて、車番の重複を避けるために、牽引機関車「DF200-7000」と同じく
「ななつ星」にちなんで全車が7000番台の車号 (77-7001〜77-7007) が与えられている。
車両製造費は7両編成で約30億円である。内外装のデザインは水戸岡鋭治が担当している。展望車の窓については、曲面ガラスを採用せず、窓枠付きの1枚窓となっている。これは窓枠を額縁に見立て、車内から観る窓の外の風景が、額縁の中の1枚の絵となることを意図したもので、「30億円の額縁」と呼ばれている。2011年に水戸岡が描いた初期のイメージ図では、パノラマ窓風の面ガラスであり、近未来風の車両デザインだったが、JR九州社長（当時）の唐池恒二は「近未来風のモダンはやめましょう」と初期デザインを没にし、その後水戸岡は「豪華さとは何だろうか」と悩んだ末に「古くてなつかしい、なつかしくて新しい」という答えを出して、今のデザインが完成した。列車内の什器で、既製品はルイス・ポールセンのランプのみである。
客車が7両編成となったのは「山間部の（線路・駅設備等の）制約が大きく、機関車を入れて8両・約160mが限界」という社内での検討の結果による。関係者への取材によれば「社長（唐池恒二）からは『もう1両増やせないか』という話があった」ものの結局断念したという。
車体は817系電車のものを基調としたアルミニウム合金のダブルスキン構造（A-train）を採用しており、全長は20,500mm、車体幅は2,936mm、全高は客室内の天井の高さを最大限確保するため、車両限界に近い4,080mmとした。空調装置は三菱電機が開発したもので、1・2号車は AU700K（冷房能力21,000kcal/h、暖房能力8kW）を1両に2基、3 - 7号車は AU701K（冷房能力6,000kcal/h、暖房能力3kW）を1両あたり5基搭載しており、空調カバーと屋根のカーブを極力合わせている。
サービス電源として、1・2号車床下に発電用エンジン SA6D140HE-2を1基ずつ搭載し、交流発電機 DM700K （定格容量440kVA）を駆動して三相交流440V、60Hzを出力する。給電区分は1号車のエンジンで1 - 4号車、2号車のエンジンで5 - 7号車が基本とされており、各車に装備されたKE10形ジャンパ連結器で各車両に引き通されている。車内状況に応じて、静粛性が必要な際には1基のエンジンで編成全体に給電させることも可能としている。制御回路は別のKE70形ジャンパ連結器で連結され各車両に引き通されている。
ブレーキは電気指令式空気ブレーキを採用しており、1号車と7号車にブレーキ読替え器を搭載して、機関車から客車へのブレーキ指令を送るブレーキ管の圧力変化を電気信号に読替えてから電気回路で各車にブレーキ指令を送りブレーキを作動させる。また、電気指令式空気ブレーキが使用できない場合には、各車にバックアップで搭載されたCL形自動空気ブレーキに切替えて運転を継続できるようになっている。
台車は787系電車の TR400 をベースにしたボルスタレス台車の TR407K であり、軸箱支持装置は円筒積層ゴム式で軸ばねのコイルばね内に装備されている。軸箱の上には軸ダンパが装備されており、アンチヨーダンパの他、上下方向の振動に対して、ダンパの減衰力を切替えて振動を緩和させる可変減衰上下動セミアクティブダンパを上下方向に空気ばね（枕ばね）と平行して台車枠と車体との間に取付けている。さらに、1号車と7号車には、空気圧式のフルアクティブサスペンションを搭載しており、それを作動させる他に、空気ばねや空気ブレーキに使用される圧縮空気を、4・6号車に搭載したMH3095K-SC1500形電動空気圧縮機により供給するが、機関車からも元空気ダメ管を連結して客車で必要な圧縮空気の供給を行う。
車両間の連結には密着連結器および密着自動連結器を採用することで連結面間の遊間をなくし、前後衝動を緩和している。また、連結時には、機関車との間でKE158形ジャンパ連結器を連結して、機関車側で客車のブレーキ不緩解・火災表示・エンジン故障表示・非常警報表示などの客車の情報を表示して監視できるシステムになっている。
寝台個室は全室シャワー・トイレ付き。ただし、水タンクの容量が2日分しかないため、3泊4日コースの場合は2日目の夜（旅館泊）に車両を一度鹿児島車両センターに回送して、水および燃料を補給する。洗面台の洗面鉢は、2013年6月15日に死去した14代目酒井田柿右衛門の遺作である。
2022年10月に2号車と3号車がリニューアルされ、2号車には畳敷きの茶室と長椅子を向かい合わせた交流サロンを、3号車にはギャラリーショップ「nana」・バーラウンジ「KAZ BAR」を新設。特に「KAZ BAR」は乗客であっても撮影厳禁という秘密主義のバーとなる。なお、これにより客室数は全10室に減少し、定員も20名に減少、かつ料金も5割以上の値上げとなる。
以下は、2022年10月のリニューアル以前のもの
ラウンジカー「ブルームーン」（マイ77-7001）
JR九州小倉総合車両センターで製造され、ラウンジカーとして1号車に組成される。走る社交場として車内には共用空間のラウンジと展望室を設け、左の側面に大窓、右にはバーカウンターを備えている。客室にはピアノを据え付け、床下には電源装置を備えている。この車両の側扉は展望室車端部に設けられた非常扉のみで、客用扉は持たない。食事時間は2号車とともにダイニングとして使用し、夜間はバーになり、朝まで過ごすことができる。
ダイニングカー「ジュピター」（マシフ77-7002）
小倉総合車両センターで製造されたダイニングカーで2号車に組成され、この車両の床下にはラウンジカーと同じく電源装置を備えている。なお、ジュピターとは「木星」の意。
スイート寝台車（マイネ77-7003 - 7006）
編成中に4両連結される寝台車両で3 - 6号車に組成され、1両あたり3室、4両合計で12室設置されるゲストルームはすべてスイートルームである。両サイドの車窓を楽しめるように通路と客室が3・5号車と4・6号車で逆に配置されており、3号車の一室は車椅子対応となっている。製造は3号車を小倉総合車両センターが、4 - 6号車を日立製作所が担当している。ベッドはすべて住江工業製である。
DXスイート寝台車（マイネフ77-7007）
日立製作所で製造された展望室をもつ寝台車で、編成端の7号車に組成される。一車両に2室が設置され、編成端部の部屋では、大型の1枚ガラスで構成された展望窓から車窓風景を堪能することができる。

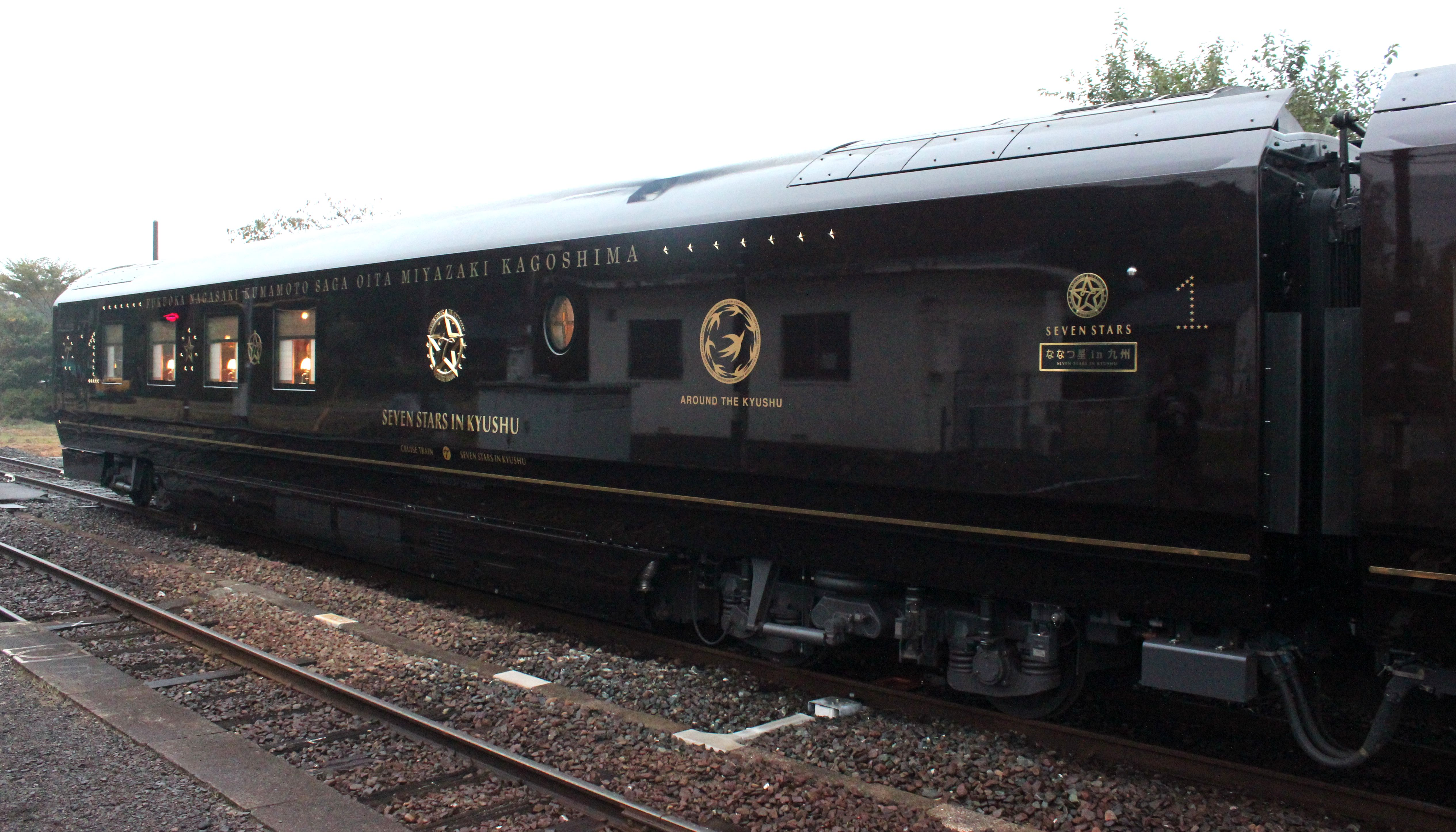
1号車 マイ77-7001
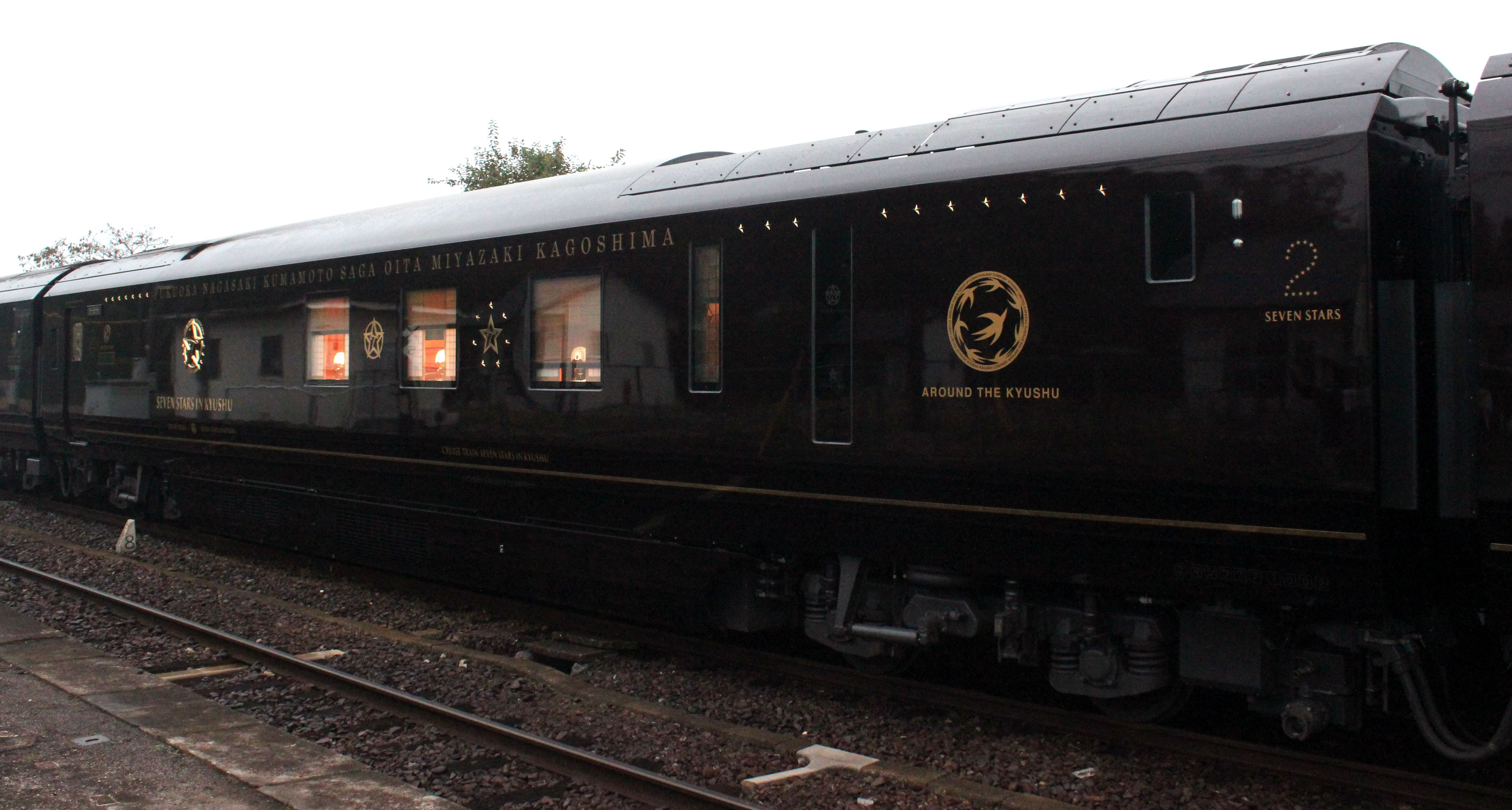
2号車 マシフ77-7002
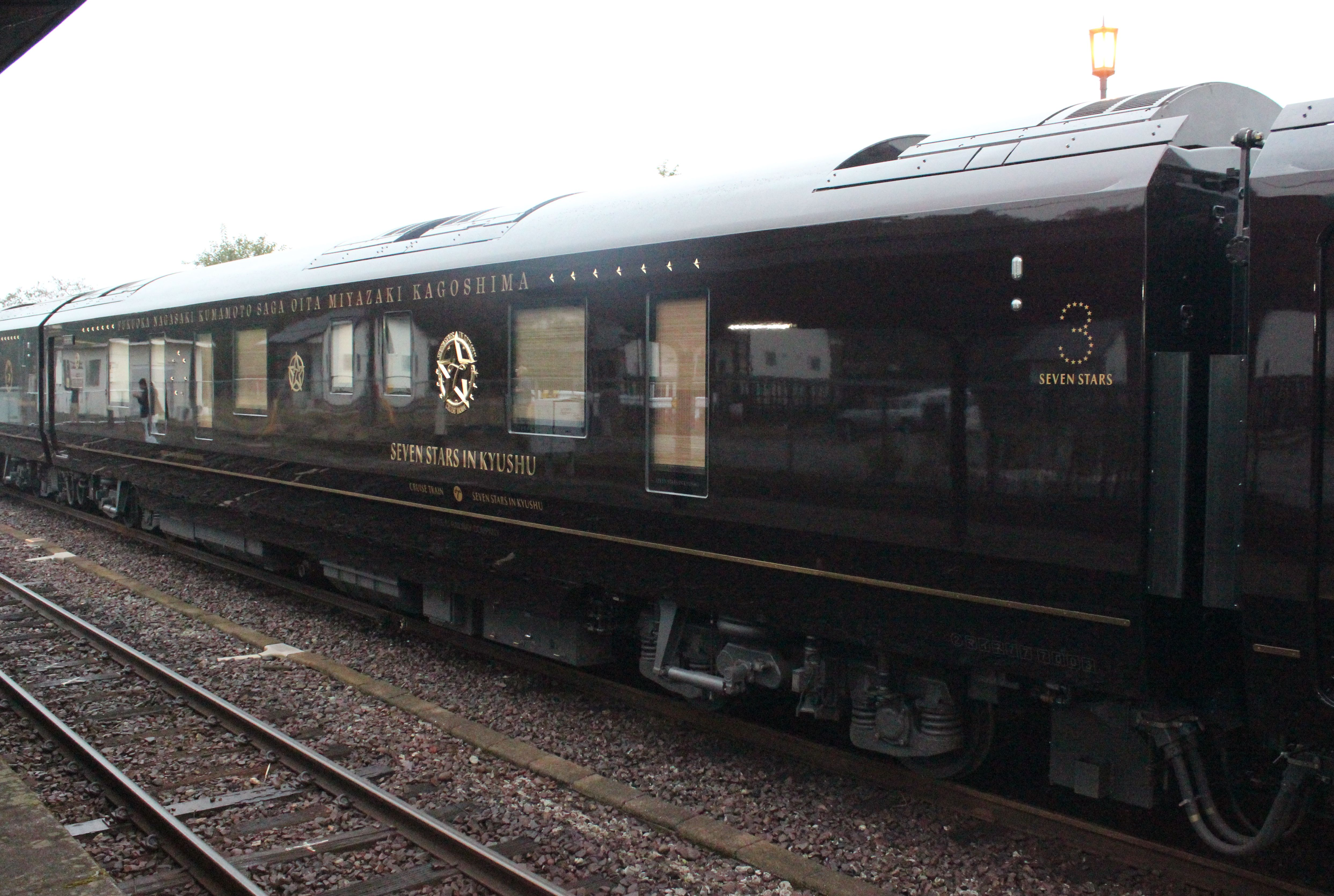
3号車 マイネ77-7003
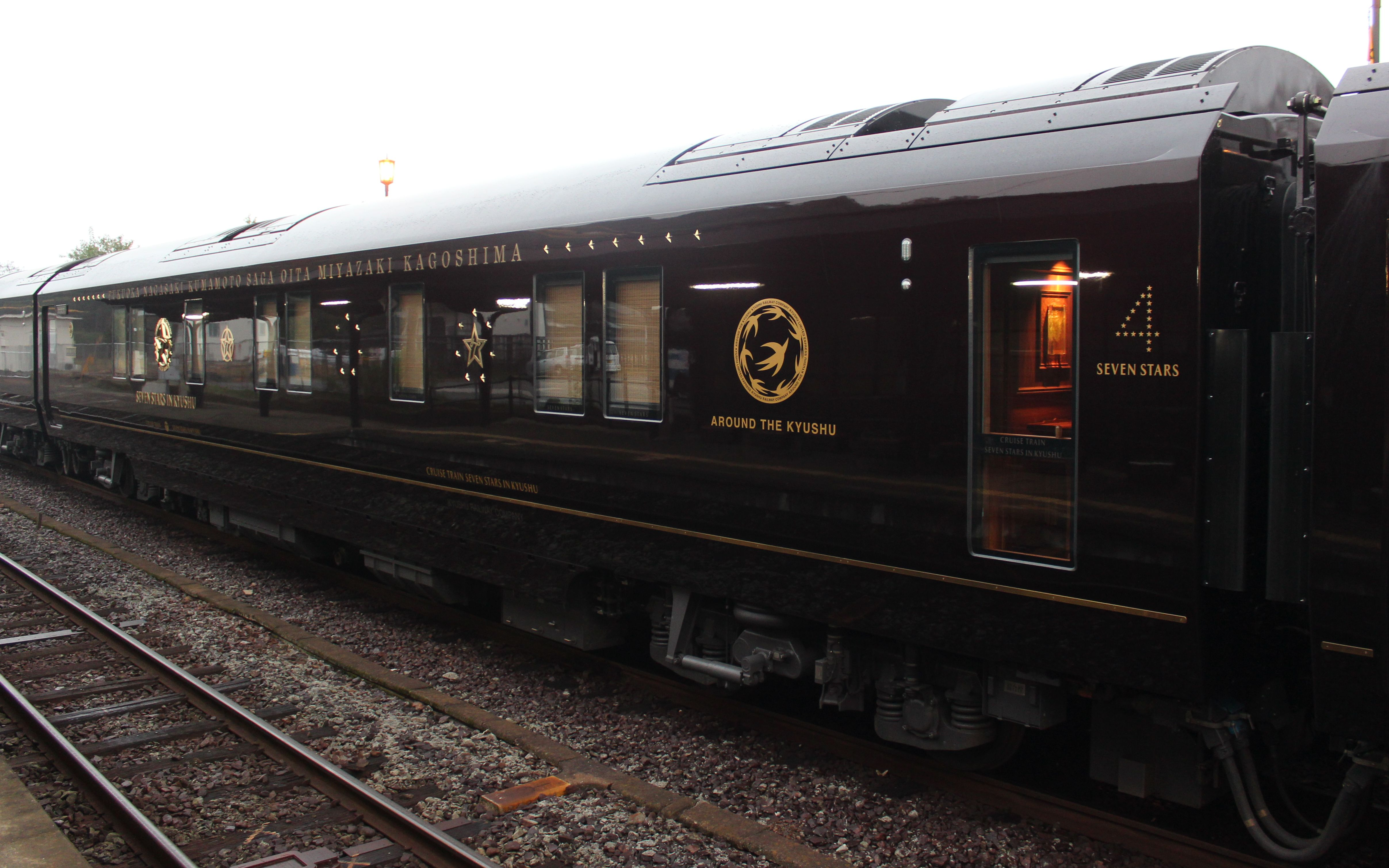
4号車 マイネ77-7004
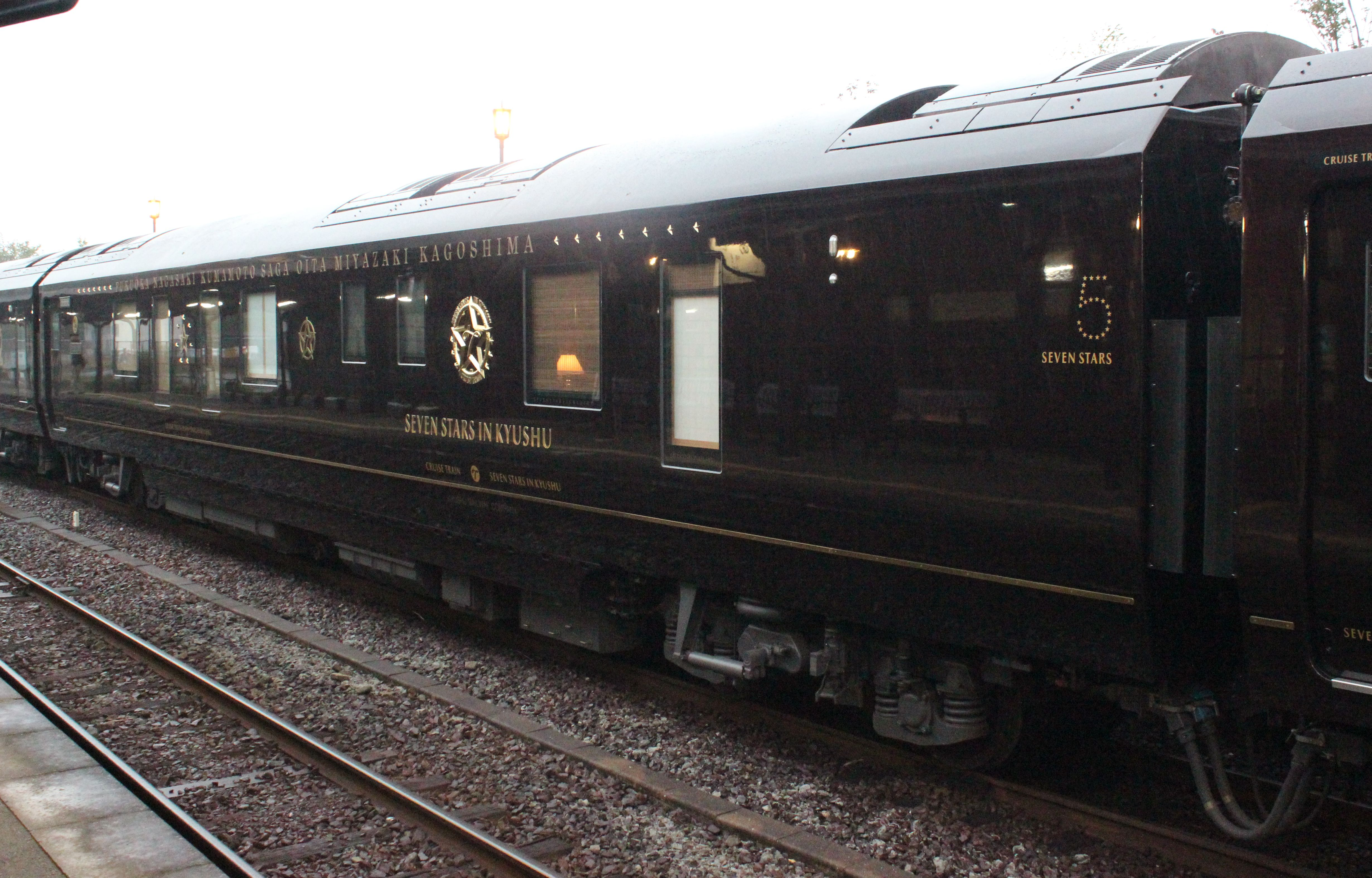
5号車 マイネ77-7005
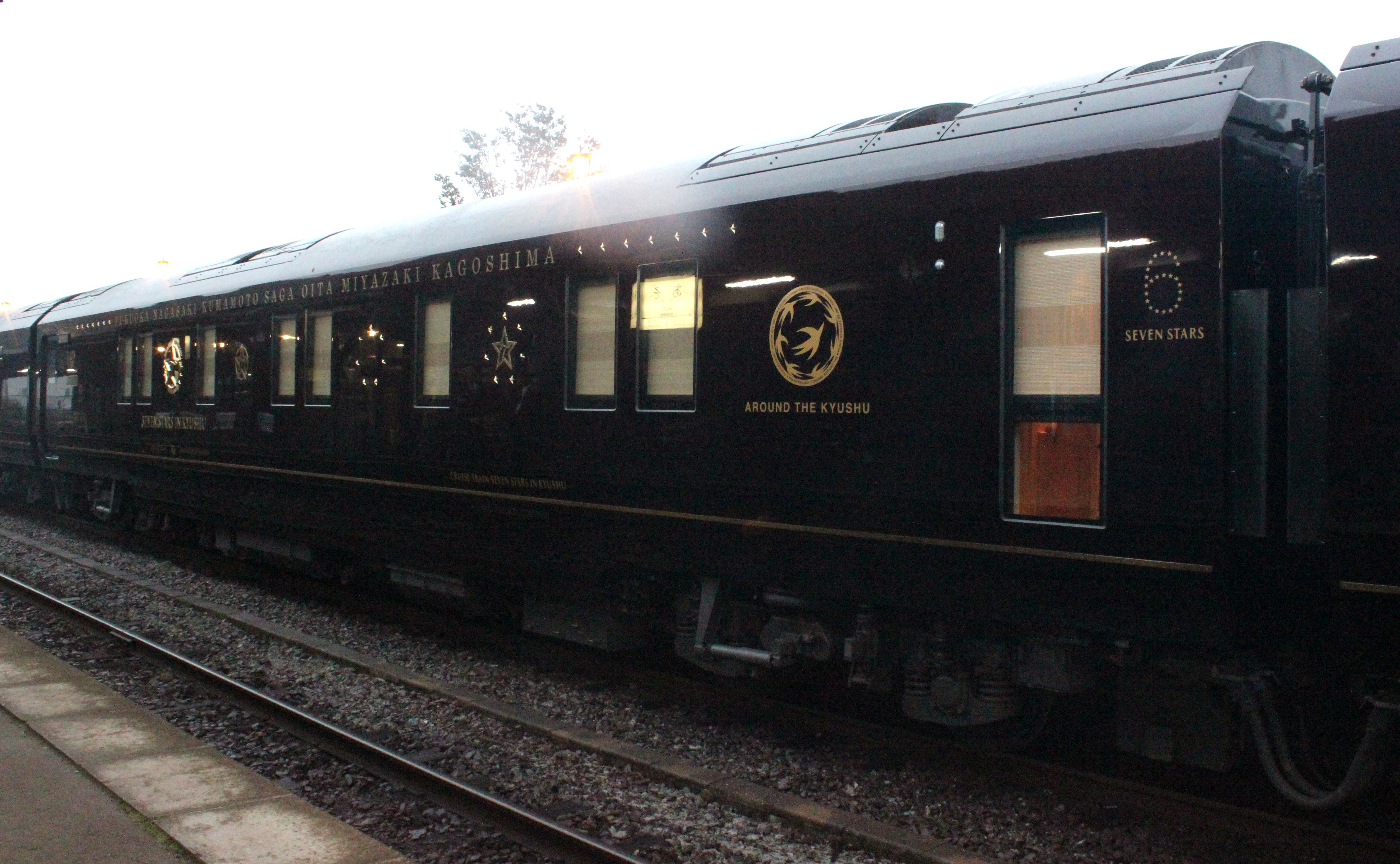
6号車 マイネ77-7006
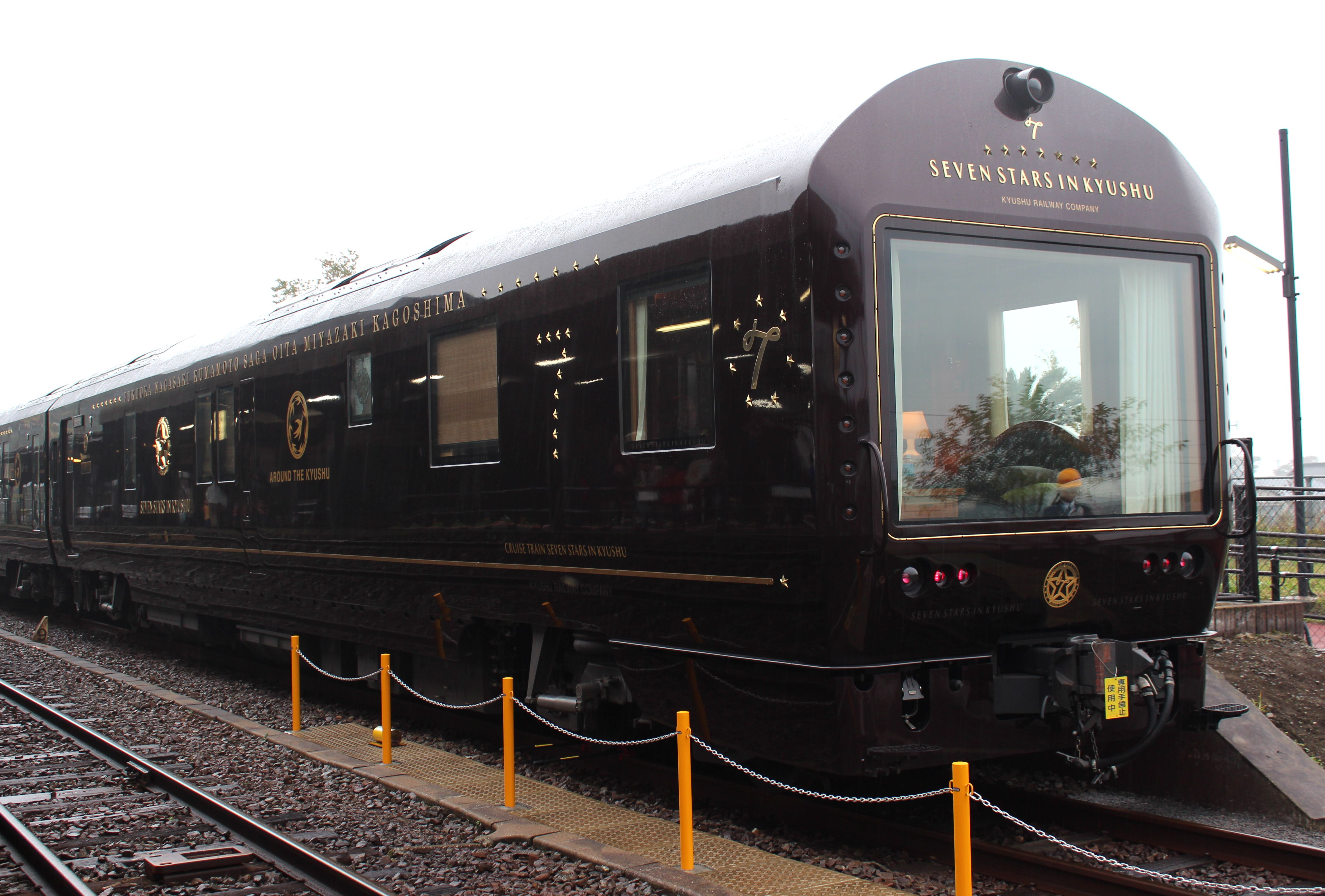
7号車 マイネフ77-7007
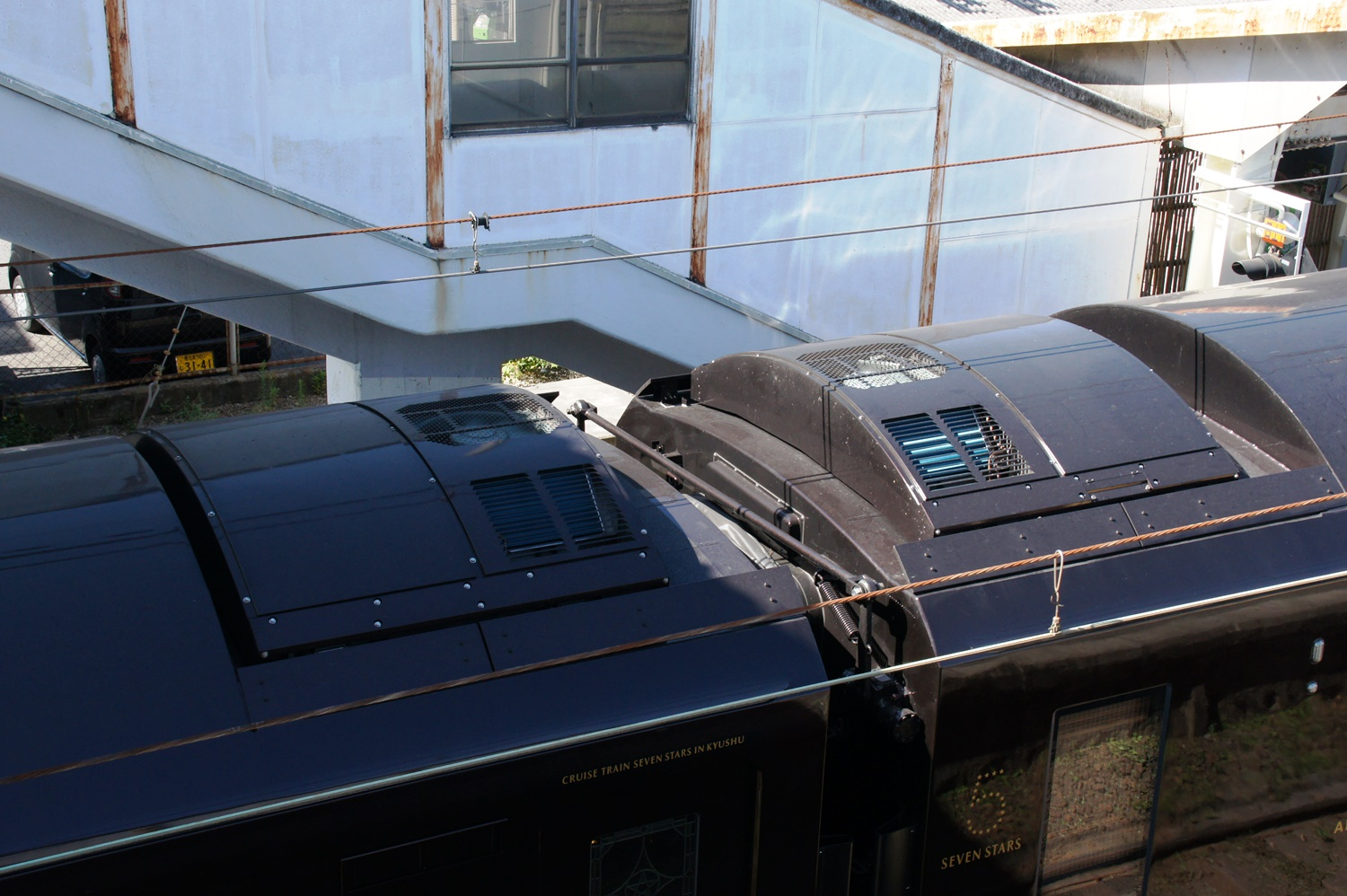
クーラー
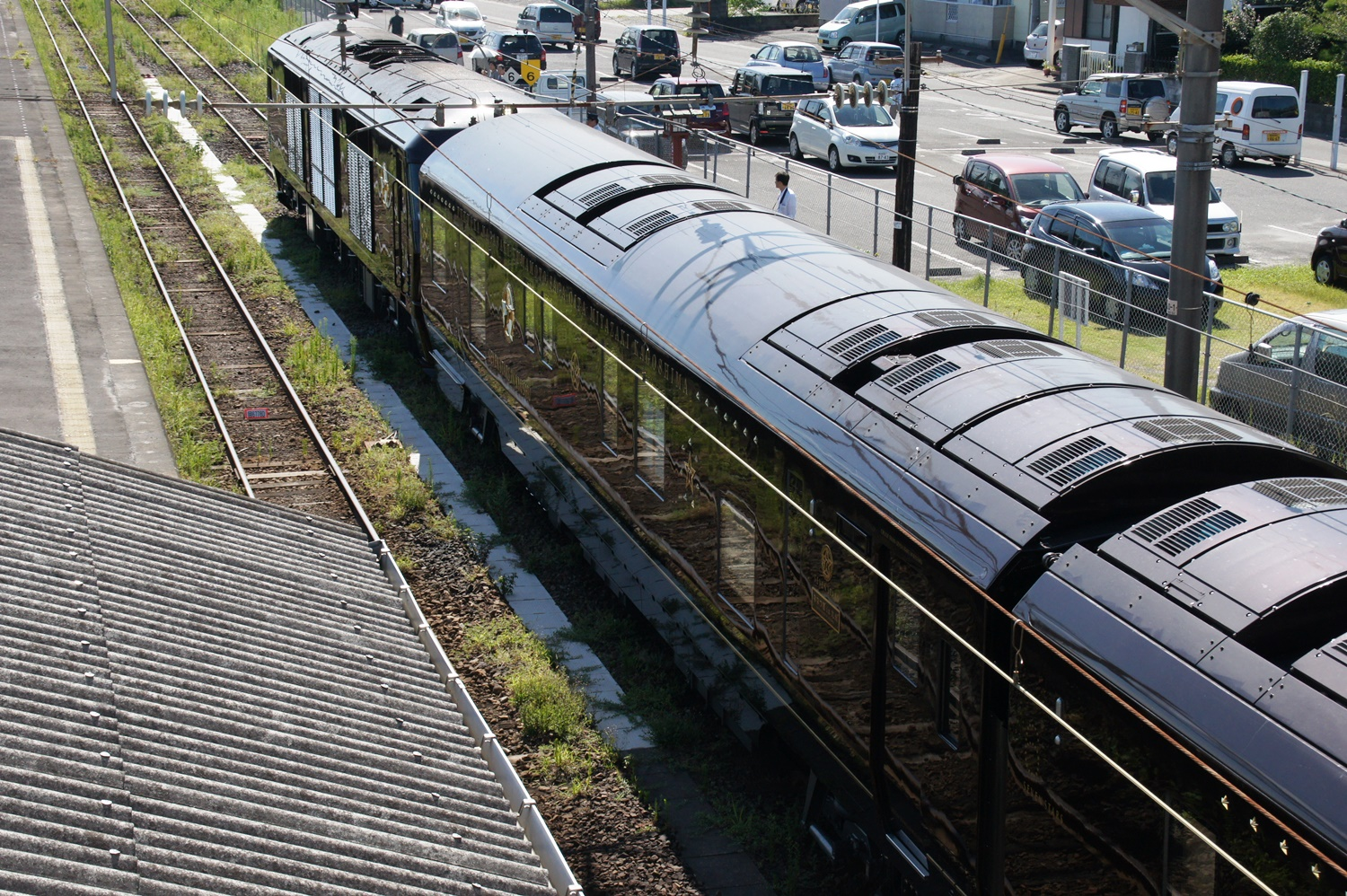
マイネフ77-7007の屋根上
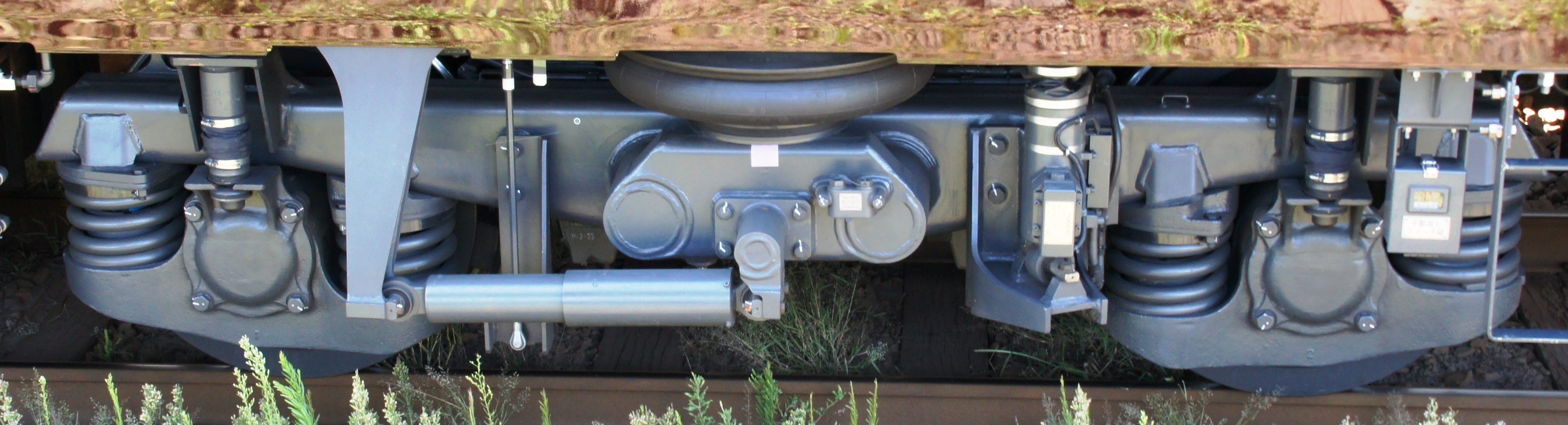
TR407K台車 （駐車ブレーキ付）
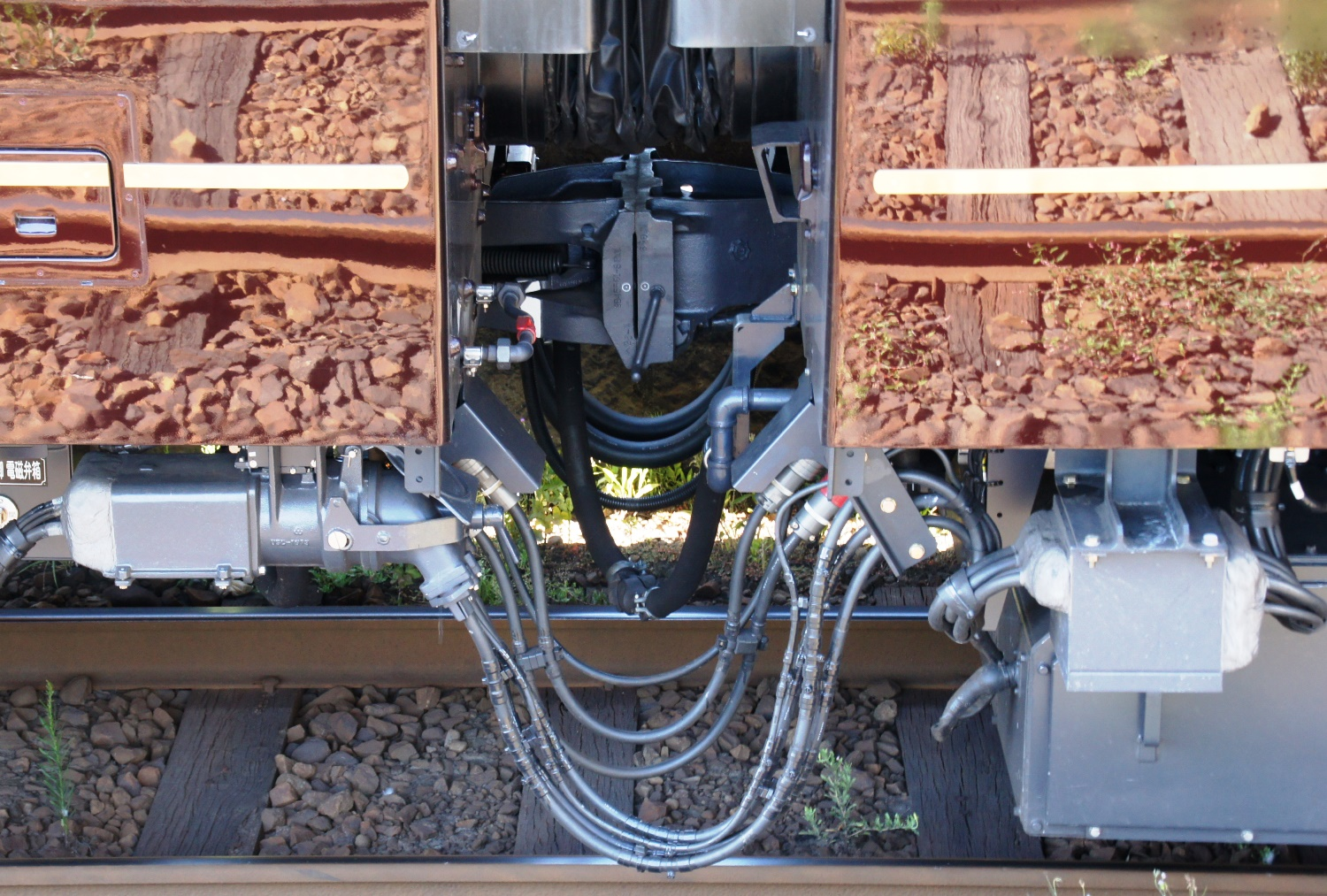
客車同士の連結 密着連結器を使用

### バス

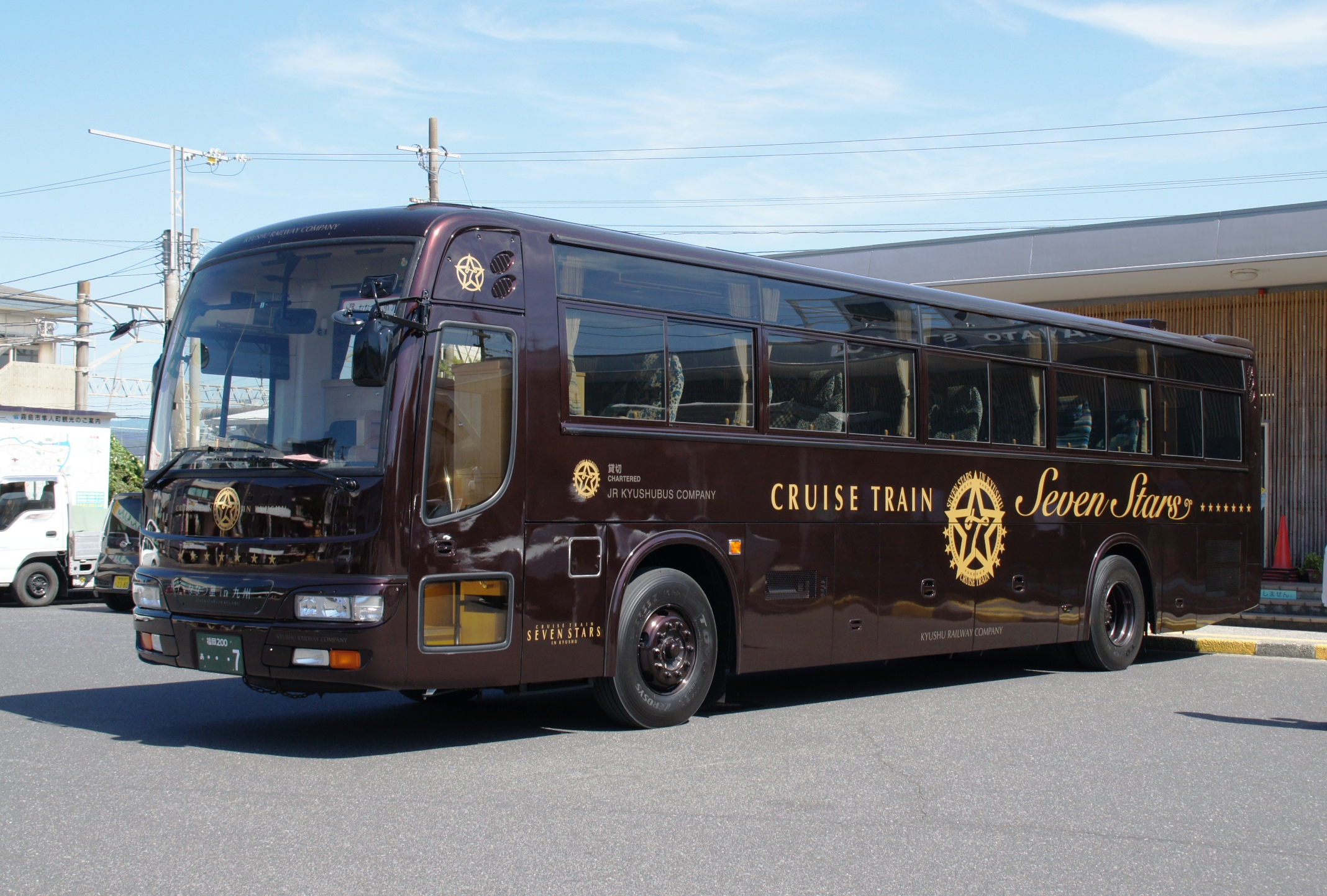
ななつ星専用バス
いすゞ・ガーラKL-LV781R2
西工98MCネオロイヤルC-I
（02MCの前面に改造）
日豊本線 隼人駅

上記のように行程の一部には列車から下車してバスで移動する区間があり、その区間の移動にはJR九州バス鹿児島支店が保有する列車乗客専用のバス車両が使用される。
この車両は既存の貸切車両（いすゞ・ガーラ（ボディは西工98MCネオロイヤルC-I（前面は02MCのタイプに改造））、車両番号641-0980）を改造しており、列車と同じく水戸岡がデザインを手がけている。列車と同じ塗装で、車内天井・床・肘掛・荷棚には木材を使用し、座席数は32席としてシートピッチを拡大するほか、最後部にトイレ・洗面所を設置している。
2022年の客車リニューアルに合わせバスも更新され、車両は三菱ふそう・エアロエース（2020年製造）に変更。最後尾には新たにサービスカウンターを設けた。乗客減に合わせ座席数を28席に減らしシートピッチをさらに拡大したほか、シートは西九州新幹線「かもめ」の1号車と同じシートパブリックを使用する。

また、バスは鉄道車両の異常等のバックアップとして、バス行程以外でも随行しているという。

## 専用ラウンジ「金星」
前述の通り、JR博多駅3階のJR博多シティ改札口脇に、本列車の専用ラウンジ「金星」が設けられている。ななつ星の乗客はまずここに集合し、ウェルカムセレモニーを行うほか、ドリンクやスイーツ・軽食のサービスも受けられる。列車の出発がない日については、旅行説明会の会場となるほか、旅行相談窓口（完全予約制）が開設される。
なお列車の車両検査や年末年始などの時期に限り、同ラウンジを一般に開放し、カフェとしての営業やグッズ販売などを行うことがある。

## 乗車した著名人
女優のマーゴット・ロビーは、2023年にプライベートでななつ星に乗車するために来日していたことを明かしている。